# Angelo reggicandelabro
L'Angelo reggicandelabro è una scultura marmorea (h. 51,5 cm) di Michelangelo Buonarroti, eseguita tra il 1494 e il 1495 e facente parte della decorazione dell'arca di San Domenico, nella basilica di San Domenico a Bologna.

## Storia

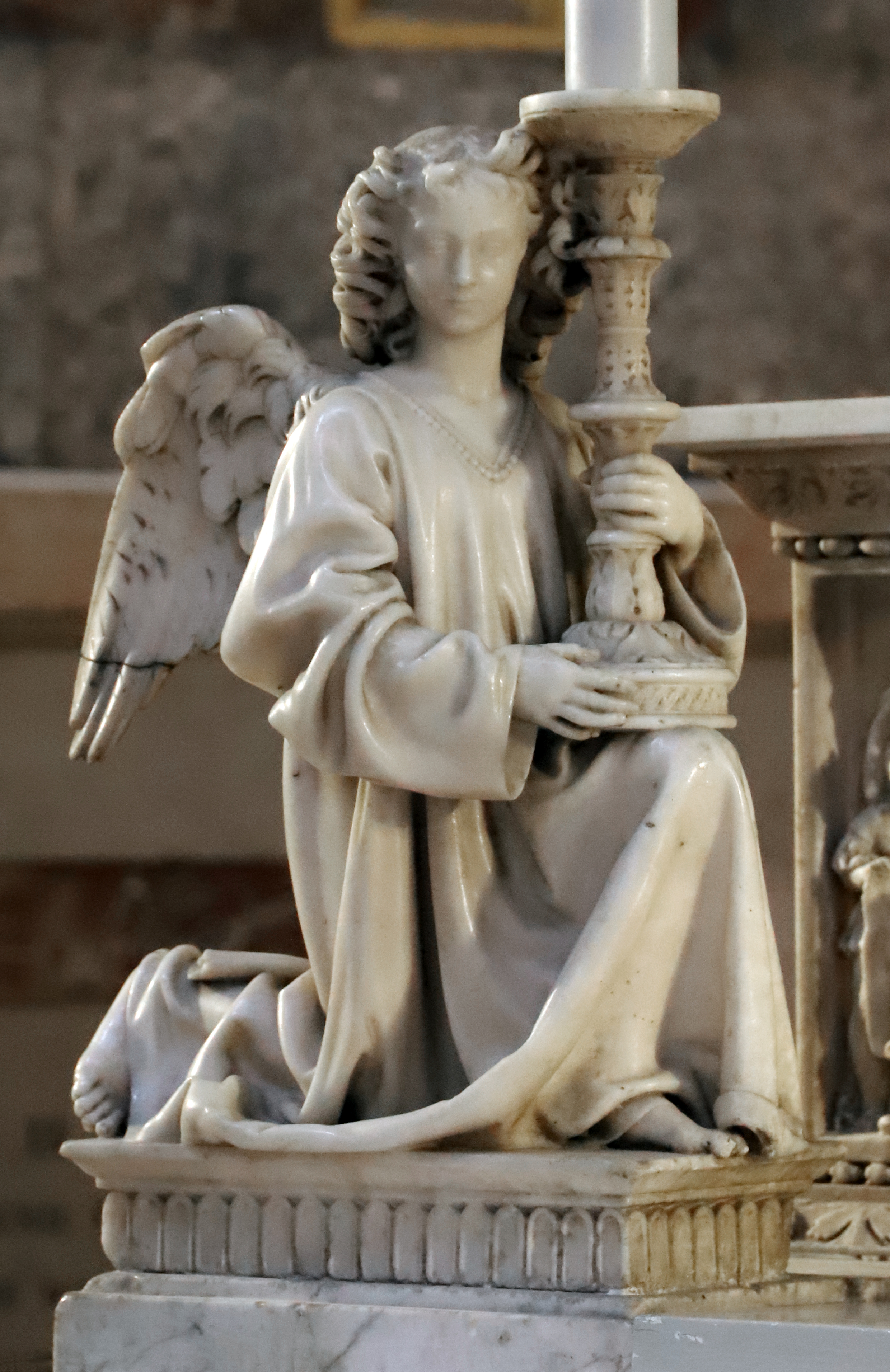
L'angelo reggicandelabro di Niccolò dell'Arca

Nell'autunno del 1494 Michelangelo lasciò per la prima volta Firenze spaventato dal convulso clima politico che si era andato creando in città e che di lì a poco avrebbe portato alla cacciata di Piero de' Medici e all'instaurarsi di un governo repubblicano di ispirazione savonaroliana.
Il giovane scultore, allora meno che ventenne, era riparato prima a Venezia, per poco, e poi a Bologna dove trovò rifugio e protezione presso il nobile Giovan Francesco Aldrovandi, personalità di spicco negli ambienti cittadini, amante dell'arte e della letteratura.
Grazie alla mediazione di quest'ultimo, Michelangelo trovò impiego presso i frati di San Domenico, che gli diedero l'incarico di completare uno dei più prestigiosi monumenti cittadini, l'Arca di San Domenico che contiene le spoglie del fondatore dell'Ordine Domenicano. Si tratta di un complesso scultoreo che raccoglie capolavori di Nicola Pisano (dal 1260 circa) e Niccolò dell'Arca, che vi aveva lavorato fino alla sua morte, pochi mesi prima. Il grosso del monumento era comunque terminato e restavano da approntare solo alcune statue di corredo che, secondo la tradizione medievale, erano di dimensione relativamente medio-piccola per le soglie del Cinquecento.
Delle statuette mancanti, Michelangelo ne scolpì tre: oltre all'Angelo reggicandelabro, facente pendant con uno già scolpito da Niccolò dell'Arca, un San Procolo e un San Petronio.

## Descrizione e stile
Il soggetto doveva rappresentare un angelo alato, inginocchiato e con un candelabro sul ginocchio alzato, in cui mettere i ceri votivi ai lati del sarcofago vero e proprio. Michelangelo scolpì una figura solida e compatta, colma di energia potenziale, che si allontana in modo deciso dalle forme equilibrate e raffinate, tipiche del primo Rinascimento, che Niccolò aveva utilizzato per l'altro reggicandelabro, dall'apparenza di una gentile e malinconica fanciulla. L'angelo di Michelangelo, massiccio e mascolino, sembra volersi protendere in avanti, creando un ampio e dinamico panneggio nella veste, tutt'altro che etereo e ritmicamente ondeggiato; la sua forza, già cinquecentesca, viene trattenuta all'interno di una ideale forma spaziale cubica.